# Trigonodera tokejii
Trigonodera tokejii is een keversoort uit de familie waaierkevers (Rhipiphoridae). De wetenschappelijke naam van de soort is voor het eerst geldig gepubliceerd in 1959 door Nomura & Nakane.